# Premios de la Copa Mundial Femenina de fútbol
Al final de cada fase final de la Copa Mundial Femenina de fútbol, se entregan varios premios a las jugadoras y equipos que se han distinguido en diversos aspectos del juego.

## Premios
Existen cinco premios post-torneo del Grupo de Estudio Técnico de la FIFA:
- el Balón de Oro (denominado "Balón de Oro adidas" por motivos de patrocinio) a la mejor jugadora general del torneo (otorgado por primera vez en 1991);
- la Bota de Oro (denominada "Bota de Oro adidas" por motivos de patrocinio) a la máxima goleadora del torneo (otorgada por primera vez en 1991);
- el Guante de Oro (denominado "Guante de Oro adidas" por motivos de patrocinio, antes conocido como Mejor Portera) a la mejor portera del torneo (otorgado por primera vez en 2003);
- el Premio FIFA a la Jugadora Joven a la mejor jugadora del torneo menor de 21 años al inicio del año natural (otorgado por primera vez en 2011);
- el Premio FIFA al Juego Limplio al equipo con el mejor historial de juego limpio durante el torneo (otorgado por primera vez en 1991).

Existen además dos premios votados por los aficionados:
- durante el torneo, el premio a la Jugadora del Partido (denominado comercialmente "Jugadora del Partido VISA" por motivos de patrocinio) por el desempeño sobresaliente de una jugadora durante cada partido del torneo (otorgado por primera vez en 2003).

- tras la finalización del torneo, el premio al Gol del Torneo (denominado "Gol del Torneo Hyundai" por motivos de patrocinio), que se otorga al mejor gol anotado durante el torneo de acuerdo con la opinión de los aficionados (otorgado por primera vez en 2007).

## Otros premios históricos
Anteriormente existían otros cinco premios (que ya no están en vigor):
- al Equipo de las Estrellas (All-Star Squad) al mejor plantel de jugadoras del torneo (elegido por el grupo de estudio técnico, otorgó de 1999 a 2015);
- al Equipo Más Entretenido para el equipo que más entretuvo a los aficionados durante el torneo (votado por los aficionados tras la conclusión del torneo, y que se otorgó en 2003 y 2007);
- al Equipo FANtasy All-Star para la mejor alineación de once jugadoras del torneo por parte de los aficionados (votado por los estos después de la conclusión del torneo, que se otorgó en 2003);
- al Dream Team al mejor entrenador o entrenadora y mejor alineación de once jugadoras del torneo según los aficionados (votado por estos tras la finalización del torneo, que se otorgó en 2015);
- a las Jugadoras que se atrevieron a brillar, que se otorgaba a diez jugadoras clave que destacaron en el torneo (elegidos por el grupo de estudio técnico, premiados en 2019).

## Balón de Oro
El Balón de Oro se entrega a la mejor jugadora de cada final de la Copa Mundial Femenina de la FIFA, partiendo de una lista elaborada por el comité técnico de la FIFA. La ganadora es elegida por representantes de los medios de comunicación. 
Las jugadoras que finalizan como subcampeonas en la votación reciben los premios Balón de Plata y Balón de Bronce como segunda y tercera jugadora más destacadas del torneo respectivamente.
| Copa Mundial                 | Balón de Oro          | Bola de Plata     | Bola de Bronce      |
| ---------------------------- | --------------------- | ----------------- | ------------------- |
| 1991 China                   | Carin Jennings        | Michelle Akers    | Linda Medalen       |
| 1995 Suecia                  | Hege Riise            | Gro Espeseth      | Ann Kristin Aarønes |
| 1999 Estados Unidos          | Sun Wen               | Sissi             | Michelle Akers      |
| 2003 Estados Unidos          | Birgit Prinz          | Victoria Svensson | Maren Meinert       |
| 2007 China                   | Marta Vieira da Silva | Birgit Prinz      | Cristiane           |
| 2011 Alemania                | Homare Sawa           | Abby Wambach      | Hope Solo           |
| 2015 Canadá                  | Carli Lloyd           | Amandina Henry    | Aya Miyama          |
| 2019 Francia                 | Megan Rapinoe         | Lucy Bronze       | Rose Lavelle        |
| 2023 Australia/Nueva Zelanda | Aitana Bonmatí        | Jennifer Hermoso  | Amanda Ilestedt     |

## Bota de Oro
El premio Bota de Oro se otorga a la máxima goleadora de la Copa Mundial Femenina de la FIFA. Se presentó en la Copa Mundial Femenina de la FIFA de 1991.
Si más de una jugadora termina el torneo con el mismo número de goles, el premio será para la jugadora que haya aportado la mayor cantidad de asistencias (y el Grupo de Estudio Técnico de la FIFA decide cuando cuenta una asistencia). Si persiste el empate, el premio será para la jugadora que haya jugado menos tiempo (más goles por minuto).
Las Botas de Plata y Bronce se otorgan a las jugadoras en segundo y tercer lugar.
| Copa Mundial                 | bota de Oro           | Goles | Bota plateada         | Goles | Bota de bronce                 | Goles |
| ---------------------------- | --------------------- | ----- | --------------------- | ----- | ------------------------------ | ----- |
| 1991 China                   | Michelle Akers        | 10    | Heidi Mohr            | 7     | Linda Medalen Carin Jennings   | 6     |
| 1995 Suecia                  | Ann Kristin Aarønes   | 6     | Hege Riise            | 5     | Shi Gui Hong                   | 3     |
| 1999 Estados Unidos          | Sun Wen Sissi         | 7     |                       |       | Ann Kristin Aarønes            | 4     |
| 2003 Estados Unidos          | Birgit Prinz          | 7     | Maren Meinert         | 4     | Kátia Cilene Teixeira da Silva | 4     |
| 2007 China                   | Marta Vieira da Silva | 7     | Abby Wambach          | 6     | Ragnhild Gulbrandsen           | 6     |
| 2011 Alemania                | Homare Sawa           | 5     | Marta Vieira da Silva | 4     | Abby Wambach                   | 4     |
| 2015 Canadá                  | Célia Šašić           | 6     | Carli Lloyd           | 6     | Anja Mittag                    | 5     |
| 2019 Francia                 | Megan Rapinoe         | 6     | Alex Morgan           | 6     | Elena de White                 | 6     |
| 2023 Australia/Nueva Zelanda | Hinata Miyazawa       | 5     | Kadidiatou Diani      | 4     | Alexandra Popp                 | 4     |

## Guante de oro
El premio al Guante de Oro reconoce a la mejor portera del torneo desde 2011. En 2003 y 2007 se otorgó el premio a la Mejor Portera y en 1999 dos porteras fueron nombradas para un Equipo de Estrellas. El Grupo de Estudio Técnico de la FIFA es quien decide quien ha sido la mejor portera del torneo en función del desempeño de la jugadora a lo largo de la competición. Aunque las porteras tienen este premio específico por su posición, también pueden optar al Balón de Oro.
| Copa Mundial                 | BG / Premio Guante de Oro | Porterías imbatidas |
| ---------------------------- | ------------------------- | ------------------- |
| 1999 Estados Unidos          | Gao Hong                  | 4                   |
| 1999 Estados Unidos          | Briana Scurry             | 4                   |
| 2003 Estados Unidos          | Silke Rotenberg           | 2                   |
| 2007 China                   | Nadine Anger              | 6                   |
| 2011 Alemania                | Hope Solo                 | 2                   |
| 2015 Canadá                  | Hope Solo                 | 5                   |
| 2019 Francia                 | Sari van Veenendaal       | 3                   |
| 2023 Australia/Nueva Zelanda | María Earps               | 3                   |

## Premio FIFA a la Jugadora Joven
El Premio FIFA a la Jugador Joven se otorga a la mejor jugadora del torneo que tenga como máximo 21 años. El Grupo de Estudio Técnico de la FIFA es el que decide quien es la Mejor Jugadora Joven del torneo en función de su actuación a lo largo de la competición.
| Copa Mundial                 | Premio al mejor jugador joven | Edad |
| ---------------------------- | ----------------------------- | ---- |
| 2011 Alemania                | Caitlin Foord                 | 16   |
| 2015 Canadá                  | Kadeisha Buchanan             | 19   |
| 2019 Francia                 | Julia Gwinn                   | 20   |
| 2023 Australia/Nueva Zelanda | Salma Paralluelo              | 19   |

## Premio FIFA al Juego Limpio
El Premio FIFA al Juego Limplio se otorga al equipo con el mejor historial de juego limpio durante la fase final de la Copa del Mundo. Sólo se tienen en cuenta los equipos que se clasifican para la segunda ronda. Las ganadoras de este premio obtienen el trofeo, un diploma, una medalla de juego limpio para cada jugadora y directivo del equipo, y 50.000 dólares en equipamiento de fútbol que debe utilizarse para desarrollo juvenil.
| Copa Mundial                 | Ganadores del Trofeo Fair Play de la FIFA |
| ---------------------------- | ----------------------------------------- |
| 1991 China                   | Alemania                                  |
| 1995 Suecia                  | Suecia                                    |
| 1999 Estados Unidos          | China                                     |
| 2003 Estados Unidos          | China                                     |
| 2007 China                   | Noruega                                   |
| 2011 Alemania                | Japón                                     |
| 2015 Canadá                  | Francia                                   |
| 2019 Francia                 | Francia                                   |
| 2023 Australia/Nueva Zelanda | Japón                                     |

## Jugadora del partido
El premio a la Jugadora del Partido (POTM por sus siglas en inglés) elige a la jugadora destacada en cada partido del torneo desde 2003.
Mientras que los premios de 2003 a 2015 eran decididos por el grupo de estudio técnico, desde 2019 la ganadora es elegida mediante una encuesta on-line en la página web de la FIFA.
| Copa Mundial                 | Jugadora(s) con más victorias POTM                                                                 | Victorias |
| ---------------------------- | -------------------------------------------------------------------------------------------------- | --------- |
| 2003 Estados Unidos          | Birgit Prinz Bettina Wiegmann Dagny Mellgren Victoria Sandell Svensson                             | 2         |
| 2007 China                   | Daniela Alves Marta Vieira da Silva Kelly Smith Nadine Anger Birgit Prinz Ane Stangeland Horpestad | 2         |
| 2011 Alemania                | Aya Miyama Homare Sawa Lotta SchelinAbby Wambach                                                   | 2         |
| 2015 Canadá                  | Carli Lloyd                                                                                        | 4         |
| 2019 Francia                 | Megan Rapinoe                                                                                      | 3         |
| 2023 Australia/Nueva Zelanda | Hinata Miyazawa Amanda Ilestedt                                                                    | 3         |

| Rango | Jugadora              | Victorias | Copa(s) del mundo con premios |
| ----- | --------------------- | --------- | ----------------------------- |
| 1     | Marta Vieira da Silva | 5         | 2003, 2007, 2011, 2019        |
| 1     | Aya Miyama            | 5         | 2011, 2015                    |
| 1     | Carli Lloyd           | 5         | 2011, 2015                    |
| 4     | Birgit Prinz          | 4         | 2003, 2007                    |
| 4     | Megan Rapinoe         | 4         | 2015, 2019                    |
| 6     | Daniela Alves         | 3         | 2003, 2007                    |
| 6     | Amandina Henry        | 3         | 2015, 2019                    |
| 6     | Nadine Anger          | 3         | 2007, 2015                    |
| 6     | Alexandra Popp        | 3         | 2019, 2023                    |
| 6     | Homare Sawa           | 3         | 2007, 2011                    |
| 6     | Hinata Miyazawa       | 3         | 2023                          |
| 6     | Lieke Martens         | 3         | 2015, 2019                    |
| 6     | Amanda Ilestedt       | 3         | 2023                          |
| 6     | Lotta Schelin         | 3         | 2007, 2011                    |
| 6     | Alex Morgan           | 3         | 2019, 2023                    |
| 6     | Abby Wambach          | 3         | 2007, 2011                    |

| Final                        | Jugadora         | Adversario     |
| ---------------------------- | ---------------- | -------------- |
| 2003 Estados Unidos          | Bettina Wiegmann | Suecia         |
| 2007 China                   | Nadine Anger     | Brasil         |
| 2011 Alemania                | Ayumi Kaihori    | Estados Unidos |
| 2015 Canadá                  | Carli Lloyd      | Japón          |
| 2019 Francia                 | Megan Rapinoe    | Países Bajos   |
| 2023 Australia/Nueva Zelanda | Olga Carmona     | Inglaterra     |

## Equipo de Estrellas
| Copa Mundial       | Porteras                                | Defensas | Centrocampistas | Delanteras                                                          |
| ------------------ | --------------------------------------- | --- | --- | ------------------------------------------------------------------- |
| 1999 United States | Gao Hong Briana Scurry                  | Wang Liping Wen Lirong Doris Fitschen Brandi Chastain Carla Overbeck                                        | Sissi Liu Ailing Zhao Lihong Bettina Wiegmann Michelle Akers                                                                             | Jin Yan Sun Wen Ann Kristin Aarønes Mia Hamm                        |
| 2003 United States | Silke Rottenberg                        | Wang Liping Sandra Minnert Joy Fawcett                                                                      | Bettina Wiegmann Malin Moström Shannon Boxx                                                                                              | Charmaine Hooper Maren Meinert Birgit Prinz Victoria Svensson       |
| 2007 China         | Nadine Angerer Bente Nordby             | Ariane Hingst Li Jie Ane Stangeland Horpestad Kerstin Stegemann                                             | Daniela Alves Formiga Kelly Smith Renate Lingor Ingvild Stensland Kristine Lilly                                                         | Lisa De Vanna Marta Vieira da Silva Cristiane Birgit Prinz          |
| 2011 Germany       | Hope Solo Ayumi Kaihori                 | Elise Kellond-Knight Erika Cristiano dos Santos Alex Scott Sonia Bompastor Laura Georges Saskia Bartusiak   | Jill Scott Genoveva Añonma Louisa Necib Aya Miyama Shinobu Ohno Homare Sawa Kerstin Garefrekes Caroline Seger Shannon Boxx Lauren Cheney | Marta Vieira da Silva Lotta Schelin Abby Wambach                    |
| 2015 Canada        | Karen Bardsley Nadine Angerer Hope Solo | Kadeisha Buchanan Lucy Bronze Steph Houghton Wendie Renard Saori Ariyoshi Julie Johnston Meghan Klingenberg | Elise Kellond-Knight Amandine Henry Eugénie Le Sommer Aya Miyama Mizuho Sakaguchi Rumi Utsugi Carli Lloyd Megan Rapinoe                  | Lisa De Vanna Élodie Thomis Anja Mittag Célia Šašić Ramona Bachmann |

### Otras selecciones de estrellas

#### Equipo FANtasy All-Star
El "FANtasy All-Star Team", patrocinado por MasterCard, se formaba con once jugadoras decididas mediante una encuesta en la página web de la FIFA.
| Copa Mundial        | Portera       | Defensas                                                      | Centrocampistas                             | Delanteras                          |
| ------------------- | ------------- | ------------------------------------------------------------- | ------------------------------------------- | ----------------------------------- |
| 2003 Estados Unidos | Briana Scurry | Juliana Cabral Charmaine Hooper Sharolta Nonen Sandra Minnert | Bettina Wiegmann Julie Foudy Kristine Lilly | Maren Meinert Birgit Prinz Mia Hamm |

#### Dream Team
| Copa Mundial | Porteras  | Defensas                                                   | Centrocampistas                      | Delanteras                          | Capitana    |
| ------------ | --------- | ---------------------------------------------------------- | ------------------------------------ | ----------------------------------- | ----------- |
| 2015 Canadá  | Hope Solo | Kadeisha Buchanan Wendie Renard Julia Johnston Ali Krieger | Aya Miyama Carli Lloyd Megan Rapinoe | Anja Mittag Célia Šašić Alex Morgan | Silvia Neid |

#### Jugadoras que se atrevieron a brillar
El Grupo de Estudio Técnico de la FIFA publicó una lista de diez jugadoras clave del torneo que "se atrevieron a brillar".
| Copa Mundial | Portera             | Defensas                 | Centrocampistas                    | Delanteras                                                    |
| ------------ | ------------------- | ------------------------ | ---------------------------------- | ------------------------------------------------------------- |
| 2019 Francia | Sari van Veenendaal | Lucy Bronze Cristal Dunn | Jill Scott Julia Ertz Rosa Lavelle | Elena de White Vivianne Miedema Sofía Jakobsson Megan Rapinoe |

## Gol del torneo
El premio al Gol del Torneo se otorgó por primera vez en la Copa Mundial Femenina de fútbol de 2007.

### Ganadoras
| Copa Mundial  | Jugadora              | Marcó en contra | Puntaje | Minuto | Resultado            | Ronda            | Detalles | Árbitro |
| ------------- | --------------------- | --------------- | ------- | ------ | -------------------- | ---------------- | --- | ------- |
| 2007 China    | Marta Vieira da Silva | Estados Unidos  | 4–0     | 79'    | 4–0                  | Semifinales      | Segundo gol de Vieira da Silva en el partido, en solitario                                                          | [ 16 ]  |
| 2011 Alemania | Abby Wambach          | Brasil          | 2-2     | 120+2' | 2–2 (prórroga) (5–3) | Cuartos de final | Empate de cabeza en el último minuto en la segunda parte de la prórroga, enviando el partido a la tanda de penaltis | [ 17 ]  |
| 2015 Canadá   | Carli Lloyd           | Japón           | 4–0     | 16'    | 5–2                  | Final            | Tercer gol de Lloyd en la final, marcado desde la línea del centro del campo                                        | [ 18 ]  |
| 2019 Francia  | Cristiane             | Australia       | 2 –0    | 38'    | 2–3                  | Fase de grupos   | Segundo gol de Brasil en su segundo partido de la fase de grupos, de cabeza                                         | [ 19 ]  |

### Nominadas
| Copa Mundial | Puesto | Jugadora              | Adversario        | Goles | Minuto         | Resultado      | Ronda                            | Ref.   |
| ------------ | ------ | --------------------- | ----------------- | ----- | -------------- | -------------- | -------------------------------- | ------ |
| 2007 China   | 1      | Marta Vieira da Silva | Estados Unidos    | 4–0   | 79'            | 4–0            | Semifinales                      | [ 16 ] |
| 2007 China   | 2      | Cristiane             | Australia         | 3–2   | 75'            | 3–2            | Cuartos                          | [ 16 ] |
| 2007 China   | 2      | Formiga               | Australia         | 1–0   | 4'             | 3–2            | Cuartos                          | [ 16 ] |
| 2007 China   | 4      | Abby Wambach          | Brasil            | 2–0   | '58'           | 2–0            | Fase de grupos                   | [ 16 ] |
| 2007 China   | 4      | Lisa De Vanna         | Noruega           | 1–1   | '83'           | 1–1            | Fase de grupos                   | [ 16 ] |
| 2007 China   | 6      | Kerstin Garefrekes    | Corea del Norte   | 1–0   | '44'           | 3–0            | Cuartos                          | [ 16 ] |
| 2007 China   | 7      | Ri Un-suk             | Suecia            | 1–1   | '22'           | 1–2            | Fase de grupos                   | [ 16 ] |
| 2007 China   | 8      | Song Xiaoli           | Dinamarca         | 3–2   | '88'           | 3–2            | Fase de grupos                   | [ 16 ] |
| 2007 China   | 9      | Heather Garriock      | Gana              | 3–0   | '69'           | 4–1            | Fase de grupos                   | [ 16 ] |
| 2007 China   | 10     | Aya Miyama            | Inglaterra        | 2–2   | '90+5'         | 2–2            | Fase de grupos                   | [ 16 ] |
|              |        |                       |                   |       |                |                |                                  |        |
| 2011 Germany | 1      | Abby Wambach          | Brasil            | 2–2   | '120+2'        | 2–2 (prórroga) | Cuartos                          | [ 20 ] |
| 2011 Germany | 2      | Nahomi Kawasumi       | Suecia            | 3–1   | 64'            | 3–1            | Semifinales                      | [ 20 ] |
| 2011 Germany | 3      | Marie Hammarström     | Francia           | 2-1   | 82'            | 2-1            | Competición por el tercer puesto | [ 20 ] |
| 2011 Germany | 4      | Érika                 | Guinea Ecuatorial | 1-0   | 49'            | 3-0            | Fase de grupos                   | [ 20 ] |
| 2011 Germany | 5      | Ellyse Perry          | Suecia            | 1-2   | 40'            | 3–1            | Cuartos                          | [ 20 ] |
| 2011 Germany | 6      | Karina Maruyama       | Alemania          | 1-0   | 108'           | 1-0 (prórroga) | Cuartos                          | [ 20 ] |
| 2011 Germany | 7      | Heather O'Reilly      | Colombia          | 1-0   | 12'            | 3-0            | Fase de grupos                   | [ 20 ] |
| 2011 Germany | 8      | Christine Sinclair    | Alemania          | 1-2   | 82'            | 2-1            | Fase de grupos                   | [ 20 ] |
| 2011 Germany | 9      | Élise Bussaglia       | Inglaterra        | 1-1   | 88'            | 1–1 (prórroga) | Fase de grupos                   | [ 20 ] |
| 2011 Germany | 10     | Gaëtane Thiney        | Canadá            | 2-0   | 60'            | 4-0            | Fase de grupos                   | [ 20 ] |
|              |        |                       |                   |       |                |                |                                  |        |
| 2015 Canada  | 1      | Carli Lloyd           | Japón             | 4–0   | 16'            | 5–2            | Final                            | [ 21 ] |
| 2015 Canada  | 2      | Daniela Montoya       | México            | 1–1   | 82'            | 1–1            | Fase de grupos                   | [ 21 ] |
| 2015 Canada  | 3      | Lucy Bronze           | Noruega           | 2-1   | 76'            | 2-1            | Dieciseisavos                    | [ 21 ] |
| 2015 Canada  | 4      | Lauren Holiday        | Japón             | 3-0   | 14'            | 5–2            | Final                            | [ 21 ] |
| 2015 Canada  | 5      | Lieke Martens         | Nueva Zelanda     | 1-0   | 33'            | 1-0            | Fase de grupos                   | [ 21 ] |
| 2015 Canada  | 6      | Lisa De Vanna         | EE. UU.           | 1-1   | 27'            | 1-3            | Fase de grupos                   | [ 21 ] |
| 2015 Canada  | 7      | Maren Mjelde          | Alemania          | 1-1   | 61'            | 1-1            | Fase de grupos                   | [ 21 ] |
| 2015 Canada  | 8      | Amandine Henry        | México            | 5-0   | 80'            | 5-0            | Fase de grupos                   | [ 21 ] |
| 2015 Canada  | 9      | Mizuho Sakaguchi      | Países Bajos      | 2-0   | 78'            | 2-1            | Dieciseisavos                    | [ 21 ] |
| 2015 Canada  | 10     | Ramona Bachmann       | Ecuador           | 7-0   | 61'            | 10-1           | Fase de grupos                   | [ 21 ] |
|              |        |                       |                   |       |                |                |                                  |        |
| 2019 France  | 1      | Cristiane             | Australia         | 2–0   | 38'            | 2–3            | Fase de grupos                   | [ 22 ] |
| 2019 France  | 2      | Ajara Nchout          | Nueva Zelanda     | 2–1   | 90+5'          | 2–1            | Fase de grupos                   | [ 22 ] |
| 2019 France  | 3      | Jackie Groenen        | Suecia            | 1–0   | 99' (prórroga) | 1–0            | Semifinales                      | [ 22 ] |
| 2019 France  | 4      | Lucy Bronze           | Noruega           | 3–0   | 57'            | 3–0            | Cuartos                          | [ 22 ] |
| 2019 France  | 5      | Aurora Galli          | Jamaica           | 4–0   | 71'            | 5–0            | Fase de grupos                   | [ 22 ] |
| 2019 France  | 6      | Alex Morgan           | Tailandia         | 8–0   | 74'            | 13–0           | Fase de grupos                   | [ 22 ] |
| 2019 France  | 7      | Asisat Oshoala        | Corea del Sur     | 2–0   | 75'            | 2–0            | Fase de grupos                   | [ 22 ] |
| 2019 France  | 8      | Yui Hasegawa          | Países Bajos      | 1–1   | 43'            | 1–2            | Dieciseisavos                    | [ 22 ] |
| 2019 France  | 9      | Amandine Henry        | Corea del Sur     | 4–0   | 85'            | 4–0            | Fase de grupos                   | [ 22 ] |
| 2019 France  | 10     | Sofia Jakobsson       | Inglaterra        | 2–0   | 22'            | 2–1            | Competición por el tercer puesto | [ 22 ] |

### El mejor gol de todos los tiempos
En 2003, la FIFA realizó una encuesta sobre el mejor gol en la historia de la Copa Mundial Femenina (entre 1991 y 1999).
El gol de 1991 de Michelle Akers-Stahl ganó la encuesta.
| Fecha                   | Jugador                     | Marcó en contra     | Puntaje | Minuto | Resultado | Redondo          | Detalles                                                               |
| ----------------------- | --------------------------- | ------------------- | ------- | ------ | --------- | ---------------- | ---------------------------------------------------------------------- |
| 24 de noviembre de 1991 | </img> Michelle Akers Stahl | </img> Taipei Chino | 2 –0    | 29'    | 7-0       | Cuartos de final | Segundo de los cinco goles de Akers-Stahl en el partido, un tiro libre |

Una encuesta similar "15 para 2015" se llevó a cabo del 11 de mayo al 5 de junio de 2015 sobre los mejores goles entre 1991 y 2011.
Fue elegida Abby Wambach, que ganó el Gol del Torneo en 2011.
| Fecha               | Jugador      | Marcó en contra | Puntaje | Minuto | Resultado | Redondo          | Detalles |
| ------------------- | ------------ | --------------- | ------- | ------ | --------- | ---------------- | --- |
| 10 de julio de 2011 | Abby Wambach | </img> Brasil   | 2-2     | 120+2' | 2–2 (5–3) | Cuartos de final | Empate de cabeza en el último minuto en el tiempo suplementario de la segunda parte de la prórroga y enviar el partido a la tanda de penaltis |

## Equipo más entretenido
| Copa Mundial        | Premio al equipo más entretenido |
| ------------------- | -------------------------------- |
| 2003 Estados Unidos | Alemania                         |
| 2007 China          | Brasil                           |